# Das Lichtsignal
Das Lichtsignal ist der Titel eines Kriminalstummfilms mit dem Detektiv Stuart Webbs, den Ernst Reicher verkörperte. In Österreich bekam der Film den Titel „Die Schutzhütte“. Die Regie bei der Produktion der Stuart Webbs-Film Company Reicher und Reicher (Berlin) führte Adolf Gärtner.

## Handlung
Der Ingenieur Otto Breger wendet sich an Stuart Webbs mit dem Ersuchen, den Aufenthaltsort seiner Braut Hedda ausfindig zu machen, die aus einem Wintersporthotel spurlos verschwunden ist, nachdem sie dasselbe in Begleitung ihres Vetters verlassen hat. Stuart Webbs leistet dieser Bitte Folge, begibt sich in das Hotel und erforscht dort aus Papieren, die er im Zimmer Heddas vorfindet, dass dieselbe eine Bitte ihres Vetters um 15.000 Mark zurückgewiesen hat.
Die Sache wird immer verwickelter, bis man bei einem verunglückten Touristen, der als Heddas Vetter agnostiziert wird, einen Scheck, von ihrer Hand ausgestellt, auf 15.000 Mark findet. Da derselbe nicht vernehmungsfähig ist, begibt sich Webbs, nur von seinem Hunde begleitet, auf die Suche nach Hedda. In einer Schutzhütte hoch oben im Gebirge findet er sie ganz erschöpft auf. Nachdem er sie gestärkt und gelabt hat, erfährt er von ihr den Hergang der Dinge, der sich als ziemlich harmlos erweist. Nach einem gefahrvollen Abstieg über ganz vereiste Pfade bringt er Hedda glücklich zu ihrem Bräutigam zurück, und Webbs und sein Hund Jimmy sind die Helden des Tages.

## Produktionsnotizen
Die Produktion war Teil XV der Stuart-Webbs-Serie. Sie lag im März 1917 der Zensurbehörde vor.
Die Polizei Berlin erklärte sie unter der Zensurnummer 40350 für Jugendfrei. Die Lehrer in Hamburg vergaben die Zensur-Nr. 5529. Die Polizei München verfügte unter den Zensur-Nr. 23847, 23848, 23849 u. 23850, dass der Film nicht als Detektivfilm angekündigt werden dürfe.
Der Film wird erwähnt in
- Der Film No. 14, 1917
- Kinematograph No. 537, 1917
- Neue Kino Rundschau No. 46, 1918

und ist registriert bei
- Birett, Verzeichnis in Deutschland gelaufener Filme, (München) No. 397, 1917, (München) No. 553, 1917 und  (München) No. 676, 1917
- Lamprecht Band 4, 1917–18

Er wurde im April 1917 in Berlin im Kino Marmorhaus uraufgeführt. Als „Die Schutzhütte“ wurde er in Österreich gezeigt.
Mit dem landessprachlichen Titel Lyssignalet lief der Film ab 24. Juni 1918 auch in Dänemark.
Im Drei-Mohren-Kino der Stadt Neumarkt in der Oberpfalz lief der Film am 9. September 1917 in einem Programm zusammen mit dem dreiaktigen Lustspiel „Jung muß man sein“ mit Anna Müller-Lincke und der 'Kriegs(wochen)schau'.
Das im Museum für Film und Fernsehen / Deutsche Kinemathek erhaltene Exemplar misst noch 734 Meter.